# Ben Ammi
Ben Ammi (hebr. בן עמי) – moszaw położony w Samorządzie Regionu Matte Aszer, w Dystrykcie Północnym, w Izraelu.

## Położenie
Moszaw jest położony na wysokości 28 metrów n.p.m. w północnej części równiny przybrzeżnej Izraela. Leży w odległości 2 km na zachód od wzgórz Zachodniej Galilei, i w odległości 3 km na wschód od wybrzeża Morza Śródziemnego. Na południe od osady przepływa rzeka Nachal Gaton. W otoczeniu moszawu Ben Ammi znajdują się miasto Naharijja, miejscowości Szelomi i Mazra’a, moszawy Liman, Becet, Netiw ha-Szajjara i Regba, kibuce Sa’ar, Geszer ha-Ziw, Maccuwa, Kabri, Gaton i Ewron, wioska komunalna Newe Ziw, chrześcijańska wioska Nes Ammim, oraz arabska wioska Szajch Dannun.

### Podział administracyjny
Ben Ammi jest położony w Samorządzie Regionu Matte Aszer, w Poddystrykcie Akka, w Dystrykcie Północnym.

## Demografia
Stałymi mieszkańcami moszawu są wyłącznie Żydzi. Tutejsza populacja jest świecka:

Źródło danych: Central Bureau of Statistics.

## Historia

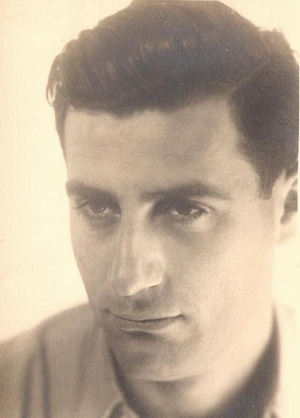
Ben-Ammi Pachter (ur. 19 października 1919, zm. 17 marca 1948)

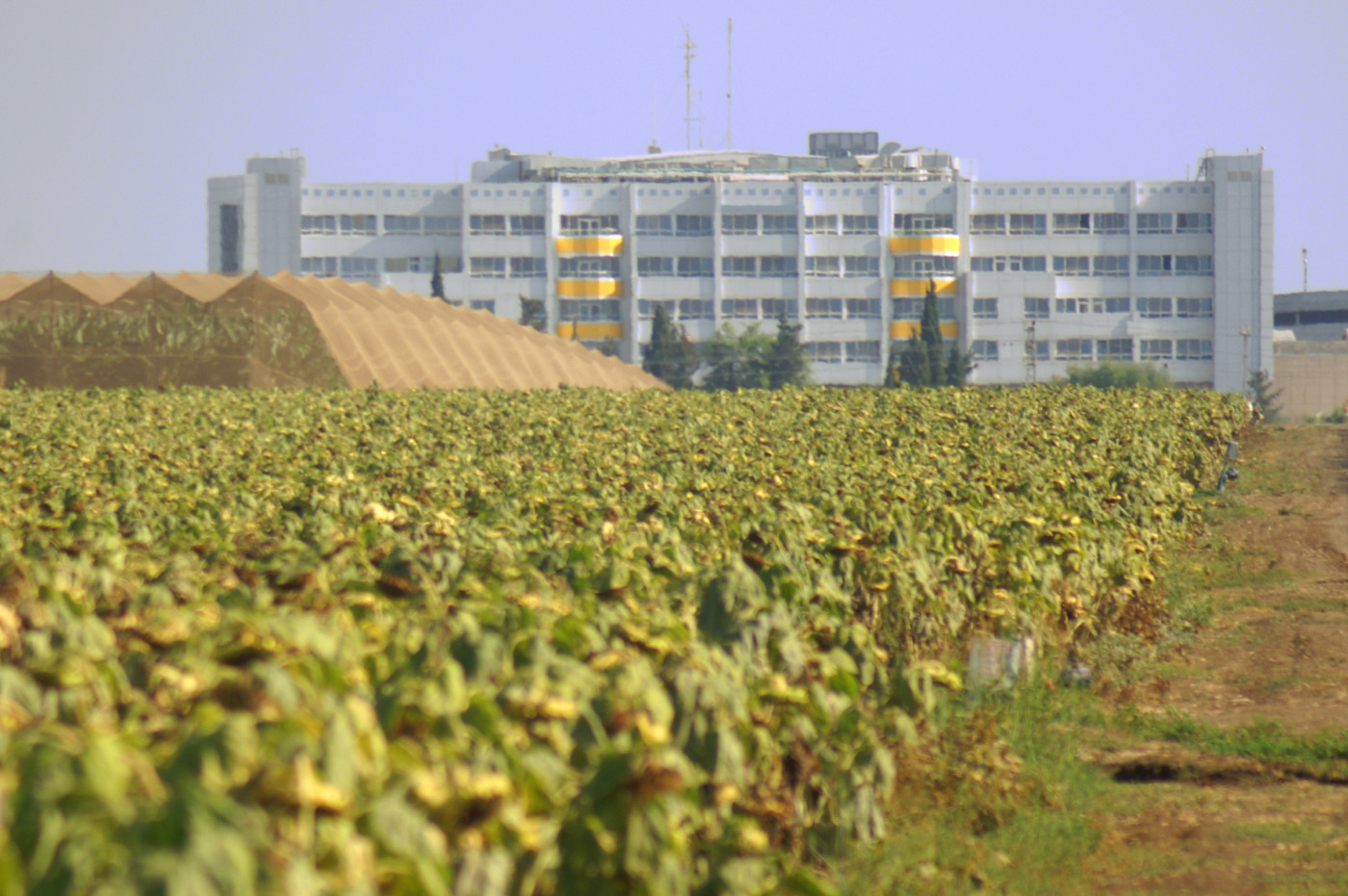
Szpital Zachodniej Galilei

Pierwotnie znajdowała się tutaj arabska wioska Umm al-Faradż. W wyniku I wojny światowej w 1918 roku cała Palestyna przeszła pod panowanie Brytyjczyków, którzy utworzyli Mandat Palestyny. Przyjęta 29 listopada 1947 roku Rezolucja Zgromadzenia Ogólnego ONZ nr 181 przyznała te tereny państwu arabskiemu. Podczas wojny domowej w Mandacie Palestyny w 1948 roku w okolicy operowały siły Arabskiej Armii Wyzwoleńczej, które paraliżowały żydowską komunikację w całej Galilei. Podczas I wojny izraelsko-arabskiej Izraelczycy w dniu 21 lipca zajęli wioskę Umm al-Faradż. Wszystkich mieszkańców wysiedlono, a następnie wyburzono jej domy.
Współczesny moszaw został założony w 1949 roku przez grupę żydowskich żołnierzy z Brygady Karmeli, którzy podczas wojny walczyli w tym obszarze. Osadę nazwano na cześć Ben-Ammiego Pachtera (dowódca 21 Batalionu), który w 1948 roku dowodził konwojem żydowskiej organizacji paramilitarnej Hagana jadącym z zaopatrzeniem do oblężonego kibucu Jechi’am. W dniu 27 marca 1948 roku konwój wpadł w arabską zasadzkę i został rozbity (zginęło 47 żydowskich bojowników, w tym Ben-Ammi Pachter). Pierwsi mieszkańcy musieli żyć w bardzo trudnych warunkach, dlatego przez pierwszy rok mieszkali w sąsiednim kibucu Kabri, przygotowując teren pod rozpoczęcie normalnej działalności rolniczej własnego moszawu. Arabowie z Umm al-Faradż usiłowali utrzymać się w ruinach swojej wioski i wielokrotnie do nich powracali. Z tego powodu dochodziło do starć z żydowskimi osadnikami (w lutym, wrześniu i listopadzie 1949 r.). Gdy doszło do oddania pierwszego strzału i ranienia jednej osoby, policja ze względów bezpieczeństwa zamknęła ten obszar na 3 tygodnie. Później konflikt ten znalazł rozwiązanie w kilku sądach, które orzekły, że ziemia należy do osiedla żydowskiego. Ostatnią grupę Arabów ewakuowano z wioski w dniu 14 września 1953 roku. W kolejnych latach moszaw został wzmocniony imigrantami z Europy. Podczas II wojny libańskiej moszaw został 14 lipca 2006 roku ostrzelano rakietami wystrzelonymi przez organizację terrorystyczną Hezbollah z terytorium południowego Libanu. Na początku XXI wieku w centralnej części moszawu wybudowano nowe osiedle mieszkaniowe, dzięki czemu wzrosła populacja i nastąpiło pobudzenie lokalnej gospodarki.

## Edukacja
Moszaw utrzymuje przedszkole. Starsze dzieci są dowożone do szkoły podstawowej i szkoły średniej HaGalil HaMa'arawi w kibucu Kabri.

## Kultura i sport
W moszawie jest ośrodek kultury z biblioteką. Z obiektów sportowych jest boisko do koszykówki i siłownia.

## Turystyka
Tereny położone wokół moszawu są bardzo atrakcyjne pod względem aktywnego wypoczynku. Realizowany na początku XXI wieku projekt rozbudowy moszawu był właśnie przygotowany pod względem rozwoju turystyki. W ramach projektu wybudowano w wiosce nowe drogi, chodniki i oświetlenie uliczne. Przez okoliczne wzgórza poprowadzono około 20 szlaków turystycznych, przeznaczonych dla turystyki pieszej i rowerowej. W ofercie są także przejażdżki terenowymi jeepami. Wyjątkową tutejszą atrakcją jest odkryty w latach 80. XX wieku „człowiek na ścianie”. Jest to wielka postać człowieka wyryta na zewnętrznej skale przy jaskini w parku Goren. Prawdopodobnie została ona wyryta około IV wieku.

## Infrastruktura
W moszawie znajduje się sklep wielobranżowy oraz warsztat mechaniczny. Przy wyjeździe z osady jest położony Szpital Zachodniej Galilei.

## Gospodarka
Gospodarka moszawu opiera się na rolnictwie, z największym naciskiem na sadownictwo. Uprawiane są rośliny ozdobne, awokado, cytrusy, liczi, papaja i ananasy. Hoduje się także kozy, z których mleka tutejsza mleczarnia produkuje różnorodne miękkie sery – w tym wysokogatunkowy ser biały, ser miętowy, oraz klasyczne Sainte-Maure, Kamember, Brie i inni.

## Transport
Z moszawu wyjeżdża się na północ na drogę nr 89, którą jadąc na zachód dojeżdża się do miasta Naharijji i skrzyżowania z drogą nr 4, lub jadąc na wschód dojeżdża się do skrzyżowania z drogą nr 70 przy kibucu Kabri.